# Hwang Wooseulhye
Hwang Wooseulhye (* 10. August 1979 in Seoul) ist eine südkoreanische Schauspielerin.

## Filmografie

### Filme
- 2008: Crush and Blush (미쓰 홍당무 Misseu Hongdangmu)
- 2008: Speedy Scandal (과속스캔들 Gwasok Seukaendeul)
- 2009: Durst (박쥐)
- 2009: Searching for the Elephant (펜트하우스 코끼리 Penteuhauseu Kokkiri)
- 2010: Lovers Vanished (폭풍전야 Pokpungjeonya)
- 2011: White (화이트: 저주의 멜로디)
- 2014: Virgin Theory (한번도 안 해본 여자 Hanbeon-do An Haebon Yeoja)

### Fernsehserien
- 2004: Beautiful Tempation (KBS2)
- 2010: Drama Special „Our Slightly Risque Relationship“ (KBS2)
- 2011: Believe in Love (KBS2)
- 2012: I Need a Fairy (선녀가 필요해 Seonnyeo-ga Pilyohae, KBS2)
- 2013: Drama Festival „The Sleeping Witch“ (MBC)
- 2014: Glorious Day (기분 좋은날 Gibun Joeun Nal, SBS)
- 2019: Crash Landing On You